# Напа (Калифорнија)
Напа (енгл. Napa) град је у америчкој савезној држави Калифорнија. По попису становништва из 2010. у њему је живело 76.915 становника.

## Демографија
Према попису становништва из 2010. у граду је живело 76.915 становника, што је 4.330 (6,0%) становника више него 2000. године.
| Група             | 2000.          | 2010.          |
| Белци             | 49.536 (68,2%) | 43.963 (57,2%) |
| Афроамериканци    | 381 (0,5%)     | 486 (0,6%)     |
| Азијати           | 1.241 (1,7%)   | 1.755 (2,3%)   |
| Хиспаноамериканци | 19.475 (26,8%) | 28.923 (37,6%) |
| Укупно            | 72.585         | 76.915         |